# Паола (певица)
Паола (греч. Πάολα), настоящее имя Пагона Карамициу (греч. Παγώνα Καραμήτσιου); (род. 25 июня 1982, Салоники) — греческая певица.

## Жизнеописание
Паола Фока родилась в 1982 году в Салониках в семье профессиональных певцов Александроса и Ирины. Однако впоследствии родители вместе со старшим братом Периклом перевезли её в Сикию, Халкидики, где Паола провела детство. В возрасте 19 лет она вышла замуж и родила дочь.
Свой первый профессиональный концерт Паола дала в возрасте 18 лет, первый студийный альбом был выпущен в 2005 год у под названием «Αθόρυβα». Несколько песен для Паолы написал Стаматис Гонидис. В 2007 году она сотрудничала с Сотисом Воланисом, их дуэт «Παππούς και γιαγιά» мгновенно стал популярным и принес певице настоящее признание. Уже в июле 2008 года вышел их второй альбом.
Зимой 2010—2011 года Паола сотрудничала с Йоргосом Мазонакисом, Никифоросом и группой Vegas в Салониках. Также работала с Пегги Зиной, Христосом Дантисом, Василисом Каррасом и Никосом Икономопулосом.
В 2012 году популярность певице вернуло сотрудничество с группой Stavento над песней «Πηδάω τα κύματα» и сольная композиция «Να μ' αφήσεις ήσυχη θέλω». В мае 2012 года был выпущен новый альбом «Γίνε μαζί μου ένα». Зимой 2012—2013 года Паола выступает вместе с Василисом Каррасом и Пантелисом Пантелидисом в Teatro Music Hall в Афинах.

## Дискография
- 2005 — Αθόρυβα
- 2008 — Περάσαμε Με Κόκκινο
- 2012 — Γίνε Μαζί Μου Ένα
- 2013 — Η Μόνη Αλήθεια
- 2014 — Ερωτικές Ερμηνείες
- 2015 — Κρύβω Αλητεία
- 2018 — Δε Σε Φοβάμαι Ουρανέ

### Коллекционный сборник
- 2013 — Best Of (Οι Μεγαλύτερες Επιτυχίες)
- 2014 — Πορτρέτο - Οι Μεγάλες Επιτυχίες
- 2015 — Best Of [2×CD]
- 2016 — Τα Καλύτερα

### Концертные сборники
- 2012 — Bonus Tracks & Live[5]
- 2013 — Live: Μετά Τα Μεσάνυχτα
- 2017 — Paola: Live

### Синглы
- 2014 — Έχω Μιά Ζωή
- 2016 — Θυμός
- 2017 — Γόρδιος Δεσμός
- 2017 — Για Μένα
- 2018 — Χαρακίρι
- 2018 — Περαστική
- 2019 — Καταστροφή
- 2020 — Φλυτζάνι
- 2020 — Αμετανόητη
- 2021 — Έμαθα Να Μαθαίνω
- 2021 — Καρδιά Αλήτισσα

### Дуэты
- 2007 — «Παππούς Και Γιαγιά»  (при уч. Сотис Воланис)
- 2012 — «Η Αγάπη Είναι Θύελλα» (при уч. Василис Каррас)
- 2017 — «Δεν Σε Φοβάμαι Ουρανέ» (при уч. Nivo)
- 2018 — «Το Άσπρο Μου Πουκάμισο» (при уч. Pyx Lax)

### DVD-диски
- 2006 — Live (DVD-V)